# Read or Die
Read or Die (リード・オア・ダイ?, Rīdo oa Dai) è una serie di light novel realizzata da Hideyuki Kurata e pubblicata dalla Shūeisha sotto l'etichetta Super Dash Bunko. La serie conta undici volumi ed è iniziata nel 2001. La storia segue le vicende di Yomiko Readman, nome in codice "The Paper", un'agente della divisione per le operazioni speciali della British Library.
Insieme ai romanzi, Kurata ha realizzato anche la sceneggiatura di un adattamento manga disegnato da Shutaro Yamada, originariamente pubblicato sulla rivista Ultra Jump, e di Read or Dream, un manga illustrato da Ran Ayanaga ambientato nello stesso universo di Read or Die.
Il successo delle light novel e dei manga di Read or Die hanno contribuito alla decisione di produrre una serie di tre OAV della serie nel 2001, diretti da Koji Masunari e prodotti da SME Visual Works e nel 2003 di una serie televisiva di ventisei episodi ispirata a Read or Dream e intitolata R.O.D the TV, prodotta da Aniplex.

## Trama
Read or Die si svolge in un universo alternativo in cui l'Impero britannico è una delle principali superpotenze mondiali. L'esistenza dell'Impero è garantita dalla British Library (大英図書館?, Daiei-toshokan), un'agenzia di intelligence esterna, che lavora utilizzando come copertura la reale British Library, tramite la sua divisione per le operazioni speciali (I servizi segreti britannici, principalmente conosciuti come MI6). Erroneamente l'autore di Read or Die menziona il fatto che tale divisione ormai non esista più.
La serie segue Yomiko Readman, anche conosciuta come "The Paper", un'agente della Divisione dotata di poteri sovrumani, in possesso di un certificato di "doppio 0" che indica la "licenza di uccidere", come nella serie di James Bond (benché la cosa sia menzionata molto raramente). Sia nei romanzi che nel manga, le storie di Yomiko alternano missioni per conto della British Library ed avventure personali in aiuto della sua amica, la giovane scrittrice Nenene Sumiregawa.
Soltanto il primo volume della serie di romanzi e del manga condividono alcune storie in comune. Tutte le storie raccontate nei volumi successivi e negli adattamenti animati seguono linee narrative piuttosto divergenti. Le caratterizzazioni dei personaggi invece sono generalmente simili fra i vari adattamenti delle serie, benché alcuni dettagli possano variare ed alcuni personaggi possano apparire solo in alcuni dei vari adattamenti.
In Read or Dream le vicende ruotano intorno all'agenzia di investigazione "Paper Sisters Detective Company" che consiste in tre sorelle di Hong Kong: Anita King, Michelle Cheung e Maggie Mui, che sono tre papermasters, ovvero soggetti dotati di telecinesi che possono manipolare la carta con la mente per creare ciò che vogliono, comprese armi o scudi. La serie è ambientata nello stesso universo di Read or Die, e vede come principali antagonisti la stessa organizzazione Dokusensha Corporation. Anche Yomiko Readman compare in un episodio di Read or Dream. La serie televisiva R.O.D the TV invece vede protagoniste tutti i personaggi sia di Read or Die sia di Read or Dream, ma segue una linea narrativa alternativa rispetto alle precedenti opere.

## Personaggi
- Yomiko Readman (Papermaster)

Doppiata da Rieko Miura
Nome in codice: "The Paper". Yomiko è ufficialmente una supplente scolastica, benché la sua reale attività sia quella di agente segreto per la divisione per le operazioni speciali della British Library. Suo padre era di origini britanniche, ma è nata ed ha sempre vissuto in Giappone. Vive in un'intera palazzina (di sua proprietà) totalmente invaso da libri di ogni genere. È una delle più potenti Paper Masters (Kamitsukai) conosciute: fra le sue abilità più note (oltre all'uso basilare della carta come lama o arma da lancio) vi sono l'abilità di creare enormi "aeroplanini di carta" in grado di volare ed interi edifici di carta. Porta sempre con sé un trolley pieno di fogli di carta da usare in missione. Caratterialmente è svampita e apparentemente si comporta come una bambina, ma in realtà ha una personalità ed un passato complessi e articolati. È anche una "bibliomaniaca", come si può arguire dal suo appartamento, e la sua occupazione prediletta (quando non è in missione) è leggere migliaia di libri.
- Joseph Carpenter

Doppiato da Hozumi Goda
Nome in codice: "Joker", è il comandante della divisione per le operazioni speciali della British Library, incaricato di eseguire gli ordini di Mr. Gentleman. Non viene rivelato molto su di lui nelle serie animate e nel manga, ma nel romanzo dimostra di essere molto ambizioso e di voler prendere il controllo dell'Impero britannico. In R.O.D. The TV scoprirà che senza Mr. Gentleman alla guida, l'impero britannico risulta gravemente indebolito ed è sul punto del collasso, e sfrutta qualsiasi mezzo pur di impedirlo. È estremamente leale verso l'Impero Britannico ed è disposto a tutto per favorirne la sicurezza ed il successo. Negli OVA di Read or Die appare come un giovane piacente ed abile nel dare ordini, che non si fa scrupoli verso nessuno; in R.O.D. The TV appare più stanco e anziano, e cammina appoggiandosi ad una stampella (dovuto probabilmente all'incendio della British Library che avviene nella serie).
- Mr. Gentleman

Il capo della divisione per le operazioni speciali della British Library, Gentleman è la vera fonte del potere segreto della Gran Bretagna nel mondo. È apparentemente un essere molto antico, al punto di aver osservato o controllato gran parte della storia del mondo. Nel romanzo, viene lasciato intendere che in passato aveva in controllo di tutto il mondo occidentale, fino a quando non iniziò a risparmiare il proprio potere e utilizzarlo unicamente per preservare il suo corpo e rallentare la morte. In Read or Die un Mr.Gentlemen anziano, ma ancora attivo e attento, comanda la divisione; in R.O.D. The TV invece Mr.Gentlemen, ormai invecchiato a tal punto da rischiare la morte, viene "fatto sopravvivere" scomponendo la sua intelligenza e la sua illimitata conoscenza in sette libri particolari, che saranno poi il perno su cui si baserà la serie animata.
- Wendy Earhart

Doppiata da Mika Sakenobe
Assistente personale Joker ed in alcune occasioni agente sul campo. Di origine inglese e indiana, ha cominciato a lavorare per la British Library a 19 anni. Nella maggior parte delle serie di R.O.D. è estremamente energica e al contempo distratta e goffa, al punto da scivolare e cadere spesso (specialmente quando sta servendo il tè), fornendo la maggior parte dei momenti comici della serie, benché si tratti di un agente molto qualificato. In R.O.D. The TV invece assume un carattere più cupo, anche il suo aspetto è diverso (è più abbronzata, ha i capelli più corti e si comporta in maniera più fredda e spietata) e agisce spesso come agente sul campo, senza scrupoli e senza guardare in faccia nessuno (anche se in realtà fa fatica a trattenere le sue emozioni).
- Nancy Makuhari

Doppiata da Michiko Neya
Nome in codice: "Miss Deep", possiede il potere di passare agilmente attraverso gli oggetti solidi. Nei romanzi, è un'operatrice della British Library di sede in Cina. Nelle serie anime invece vi sono diverse versioni di Nancy stessa: in Read or Die vi è una Nancy originale (che agisce come spia della British Library in gruppo con Drake e Yomiko) e una Nancy, clone di quest'ultima, dotata dei suoi stessi poteri e al soldo degli I-Jin. Durante la serie viene rivelato che Nancy stessa fa parte degli I-Jin ed è il clone della storica spia Mata Hari. Durante l'attacco alla "base volante" degli I-Jin la Nancy originale perderà la vita assieme al suo "amato", lasciando a Yomiko in custodia il suo clone, che ha perso la memoria a causa di un colpo in testa. In R.O.D. The TV il clone di Nancy, privo di memoria, viene protetto e controllato da Yomiko Readman in un posto sicuro e avrà un ruolo di rilievo negli ultimi episodi.
- Drake Anderson

Doppiato da Masami Iwasaki
Drake è un mercenario assunto dalla divisione per le operazioni speciali della British Library. Ha precedentemente lavorato per le forze speciali americane. Si tratta di un esperto nell'uso della maggior parte delle armi da fuoco ed esplosivi, e pur non avendo alcun tipo di potere, è straordinariamente forte e resistente. Il suo unico limite sembra essere rappresentato dalla sua ossessione per le superstizioni e la fortuna. Ha una figlia di 16 anni, per il quale va matto. In Read or Dream farà gruppo con Yomiko e Nancy contro gli I-Jin mentre in R.O.D. The TV apparirà prima come un nemico e poi come alleato di Yomiko, Nenene e delle tre sorelle.
- Donnie Nakajima (Papermaster)

È il diciottesimo "Agent Paper," maestro ed amante di Yomiko, prima di essere ucciso. Non viene rivelato molto su di lui. In R.O.D. The TV viene fatta un'allusione in cui Donny sembrerebbe essere stato "usato" dalla British Library come cavia per alcuni esperimenti e sia stato poi ucciso.
- Ridley Wan (Papermaster)

Amico di Donnie, un altro "Paper User" che lavorava per la British Library ed attualmente lavora in una scuola privata per vendicare la morte di Donnie nel manga.
- Nonna

Controparte femminile di Mr. Gentleman, Nonna, anche chiamata "China", moglie di Gentleman 500.000 anni fa, è diventata il leader della Dokusensha. Dokusensha è apparentemente una catena di negozi di origine cinese che si occupano della rivendita di rarità letterarie, benché in realtà si tratti di un'agenzia simile alla British Library, e sua diretta rivale. Nonna è a capo del potere delle autorità cinesi (ed in un certo senso dell'interno mondo orientale), più o meno nello stesso modo in cui la British Library è il potere dietro il Regno Unito (ed in un certo senso dell'interno mondo occidentale). A differenza di Mr.Gentleman, che prende la forma di vecchio sulla sedia a rotelle, Nonna prende la forma di una giovane donna.
- Ikkyu (I-Jin)

Capo degli I-Jin, e clone dell'antico maestro Zen. È la mente dietro agli attacchi dei vari I-Jin (ed è anche colui che ha architettato il piano "Suicide Simphony"). Possiede la bizzarra abilità di creare illusioni. È l'amante di Nancy, anche se non contraccambia veramente il suo amore e la sfrutta soltanto per i suoi fini.
- Gennai Hiraga (I-Jin)

Clone di un famoso inventore giapponese che nel 1700 inventò il generatore elettrico. È il primo degli I-Jin ad apparire in Read or Die (distruggendo la Casa Bianca) ed è in grado, tramite i suoi poteri, di manipolare l'elettricità sfruttandola come arma in svariati modi (può bloccare i proiettili, fulminare qualsiasi cosa, o creare una lama di elettricità). Viene sconfitto da Yomiko e muore nell'esplosione del suo generatore.
- Jean-Henri Fabre (I-Jin)

Clone del famoso entomologo, possiede dei tratti fisici "da insetto" (antenne sulla fronte) ed è il primo I-Jin a scontrarsi con Yomiko. I suoi poteri gli permettono di controllare gli insetti (fra cui stormi di api o cavallette giganti). Appare in due diverse versioni: la prima, più anziana, viene distrutta da Yomiko e lo spinge a "tramutarsi" in uno stuolo di api. Successivamente riappare nel corpo di un bambino (ma con le antenne). Muore durante l'esplosione della sala macchine durante lo scontro con Drake.
- Otto Liliental (I-Jin)

Storico "pioniere" dell'aviazione umana, è il suo clone. Possiede l'abilità di manovrare un grottesco aliante, mosso a vapore, per volare in ogni direzione e schivare gli attacchi dei nemici. Attacca Yomiko con delle bombe per recuperare il libro contenente la Sinfonia del Suicidio, ma viene successivamente sconfitto da quest'ultima.
- Genjo Sanzo (I-Jin)

Clone della famosa figura mitologica di origine cinese, è uno degli I-Jin più bizzarri e potenti. Possiede un bastone in grado di allungarsi all'infinito (con esso distrugge un satellite spia) di nome Nyoibo e possiede alcune "capacità" particolari, fra cui l'abilità di sputare fuoco o di creare una nuvoletta volante con il vapore che usa come mezzo di locomozione. Si scontra con Nancy, Drake e Yomiko e successivamente dimostra di possedere il mostruoso potere di "separare le acque", dimostrandosi quasi imbattibile. Viene però sconfitto e muore travolto dalle acque da lui stesso separate.
- Stephen Wilcox (I-Jin)

Clone del famoso scienziato, è fisicamente integrato nella struttura della "base volante" degli I-Jin e la controlla meccanicamente. Viene ucciso dall'esplosione della sala macchine durante lo scontro con Drake.
- Ludwig Van Beethoven (I-Jin)

Clone del famoso musicista, creato e plagiato mentalmente da Ikkyu per suonare la "Sinfonia del Suicidio", famoso spartito per piano in grado di uccidere l'intera umanità. Viene fermato da Yomiko e muore durante la distruzione della "fortezza volante" degli I-Jin.
- Michelle Cheung (Papermaster)

Doppiata da Shoko Kikuchi
Kamitsukai ("Paper User") di Hong Kong e leader (nonché maggiore delle tre sorelle) dell'agenzia investigativa Three Sisters, nota anche come "Paper Sisters". È responsabile per la ricerca dei lavori da svolgere, che comprendono lavoro di traduzione, ricerca di libri o persone scomparse, fino al lavoro di guide o guardie del corpo. Ha un atteggiamento apparentemente volubile, ma con le sorelle è sempre dolce e comprensiva. La sua specialità come Kamitsukai è la manipolazione della carta con cui crea un arco e delle frecce con cui colpisce gli avversari a distanza con grande precisione. Come Yomiko Readman e la sorella Maggie è una "Bibliomaniaca" ed ama comprare e leggere immense quantità di libri.
- Maggie Mui (Papermaster)

Doppiata da Hiromi Hirata
Kamitsukai di Hong Kong e membro dell'agenzia investigativa Three Sisters (è la sorella "di mezzo"). Le sue capacità sono molto più "vaste" di quelle delle sue sorelle e le permettono di creare enormi "famigli" di carta fra cui un gigantesco "robot" guerriero, una sorta di essere umano stilizzato dalle molte braccia (che usa specialmente per spostare oggetti pesanti), un lupo, e un enorme uccello in grado di trasportare in volo più persone. È anche la più dotata in quanto a "difesa" e può creare enormi pareti di carta a prova di proiettile. Caratterialmente è timida e poco incline alla comunicazione, preferisce lasciare parlare gli altri ed esterna difficilmente i suoi sentimenti, anche se è totalmente fedele alle sue sorelle. È la più alta delle tre, come Yomiko Readman e Michelle è una "Bibliomaniaca" e preferisce leggere in spazi stretti e angusti.
- Anita King (Papermaster)

Doppiata da Chiwa Saitō
La più giovane delle Three Sisters. La sua specialità è il combattimento corpo a corpo, che abbina all'uso e alla manipolazione della carta in affilate lame. Caratterialmente è irruente e senza tatto, e si arrabbia piuttosto facilmente. Al contrario delle sorelle, a causa di un trauma del passato odia profondamente i libri.
- Nenene Sumiregawa

Doppiata da Satsuki Yukino
Autrice giapponese di successo, scrisse il suo primo libro all'età di 13 anni. È una carissima amica e ammiratrice di Yomiko Readman. In R.O.D. The TV stringerà un legame fortissimo con le Three Sisters dopo alcune situazioni in cui le sorelle la salvano da attacchi terroristici. È spesso obiettivo di rapimenti e maltrattamenti da parte di svariati soggetti, fra cui fan ossessionati, scrittori mediocri che odiano la sua fama e organizzazioni che vogliono sfruttare il suo talento di scrittrice per creare le propagande dei loro regimi. Ha un carattere forte e deciso ed è l'unica che riesca a tenere testa ad Anita in una discussione.
- Junior

Doppiato da Mitsuki Saiga
Misterioso bambino e agente della British Library, in R.O.D. The TV viene impiegato come sicario e spia per recuperare uno dei sette libri di Mr.Gentlemen. Come Nancy Makuhari (si rivelerà in seguito suo figlio) è in grado di attraversare gli oggetti solidi. Non ha personalità ed è sempre cupo e solitario, anche se il rapporto di amicizia con Anita lo renderà meno schivo e misterioso e più "amichevole". Quando non è in missione è sotto la supervisione di Wendy, e fra le sue abilità si annovera anche una mira perfetta e una spiccata abilità nell'uso delle armi da taglio.
- Lee Linho

Doppiato da Shinichiro Miki
Spesso definito "Mr. Lee," è il redattore di Nenene Sumiregawa ed è un fan dei suoi romanzi ed assume le Three Sisters come sue guardie del corpo, con la speranza che possano aiutarla a superare il blocco dello scrittore. In R.O.D. The TV, si scopre che in realtà Lee è un "reclutatore" di Dokusensha e fa rapire Nenene per impiantarle nel cervello il "Linguaggio Perfetto", fallendo nel tentativo. Successivamente tenterà di aiutare Nenene a fuggire, ma verrà ferito gravemente e morirà nel crollo del palazzo della Dokusensha. Possiede un piccione, chiamato dalle tre sorelle "Mr. Woo", che usa per consegnare messaggi e foglietti con i dettagli delle varie missioni alle Three Sisters.
- Mr. Kim

Doppiato da Shigeru Ushiyama
Grassottello agente della Dokusensha, è l'intermediario che assegna le missioni alle Three Sisters. Spesso gira con Sonny Wong.
- Sonny Wong

Doppiato da Takaya Kuroda
Nome in codice: "The Recycler". Un Kamitsukai estremamente potente (a detta di Nenene, il più forte Kamitsukai mai visto prima) utilizzato come sicario da Dokusensha. In R.O.D The TV inizialmente affiancherà le Three Sisters in una missione, e successivamente si ritroverà ad essere loro avversario durante la caccia per la Chiave di Mr.Gentlemen. Durante l'assedio del palazzo Dokusensha si scontrerà con le Three Sisters e successivamente inizierà uno scontro mortale con Maggie, interrotto dall'invasione di un mare di petrolio nella stanza durante il crollo del palazzo che causerà la sua morte.
- Hisami Hishishii

Doppiata da Taeko Kawata
Hisami, chiamata anche "Hisa", è la migliore amica di Anita King e paragona il loro rapporto a quello di Anne Shirley e Diana Barry in Anna dai capelli rossi. È una ragazzina timida e solitaria, che però lega molto con Anita.
- Tohru Okahara

Un ragazzo della classe di Anita, che spesso litiga con Hisami, benché dimostri di nutrire dei sentimenti nei suoi confronti. Nella serie televisiva si trova ad assistere ad una dimostrazione dei poteri di Anita.
- Haruhi Nishizono

Doppiata da Yukari Tamura
Autrice debuttante del romanzo romantico "First Love, now it's begun". Anche se sembra molto giovane, ha la stessa età di Nenene.
- Natsume Nishizono

Doppiata da Yukari Tamura
La sorella più giovane di Haruhi, con una certa tendenza al melodramma, compagna di classe di Anita. Considera Anita una sua rivale, benché sia un sentimento unilaterale. Non perde occasione per "pubblicizzare" il libro della sorella a chiunque la stia a sentire.
- Alice Alice Arquette

Nome in codice: Triple A. Scienziata al soldo della British Library, in R.O.D. The TV viene incaricata di penetrare in alcune antiche rovine assieme a Drake e di ritrovare una reliquia (la Chiave), in grado di "leggere" le informazioni sui libri di Mr.Gentlemen. Dimostra grandi conoscenze in storia antica e nelle lingue morte. Ritrova la chiave ma viene successivamente attaccata da Sunny Wong, incaricato di prenderla per conto di Dokusensha, e successivamente uccisa dallo stesso senza che Drake possa fare nulla per impedirlo. Fanatica delle terme, occupa tutto il suo tempo libero passandolo in questi luoghi per rilassarsi.
- Daryl Weber

Il "Guardiano" di uno dei libri di Mr.Gentlemen, collabora con la British Library. Vive in un enorme castello su un'isola assieme al suo servitore Irving. Maestro nel controllo delle onde sonore, utilizza un complesso marchingegno con cui mette in ginocchio le Three Sisters, incaricate da Dokusensha di recuperare il libro che custodisce. Viene successivamente sconfitto grazie alle abilità combinate delle tre sorelle e ucciso da Sonny Wong nella sua opera di "ripulitore".
- Mirror Man

Il suo vero nome è sconosciuto. Agente dotato di "capacità speciali" della British Library, può sfruttare la sua capacità di manipolare la rifrazione della luce per assumere l'aspetto di altre persone o diventare invisibile. In R.O.D. The TV userà le sue abilità per ingannare Anita e Yomiko ma verrà successivamente sconfitto.
- John Woo

Un piccione viaggiatore utilizzato da Mr.Kim (successivamente anche da Mr.Lee) per inviare dettagli sulle missioni alle Three Sisters. Il nome gli viene assegnato da Maggie ed è ispirato da quello di un famoso regista cinese. Dopo il crollo di Dokusensha e la morte di Lee rimane assieme alle Three Sisters e le aiuta in svariate occasioni.
- John Smith

Un famoso attore con l'abilità di trasformarsi in qualsiasi persona; un tempo collaboratore della British Library, rubò uno dei libri di Mr.Gentleman e lo rivendette subito dopo per creare il suo mondo utopico: un'intera città popolata solo da attori incapaci di "uscire dalla parte", il cui unico obiettivo nella vita è recitare incessantemente nella vita di tutti i giorni. Si scontrerà con le Paper Sisters e cercherà di raggirarle e metterle una contro l'altra, per poi essere sconfitto dalle stesse grazie alla forza del loro legame. Successivamente verrà "punito" per il suo gesto da Mr.Kim, che si vendicherà facendo esplodere l'intera città.

## Media

### Light novel
Read or Die è iniziato come serie di light novel realizzata da Hideyuki Kurata e pubblicata dalla Shūeisha sotto l'etichetta Super Dash Bunko. La serie segue le vicende di Yomiko Readman, nome in codice "The Paper", un'agente della divisione per le operazioni speciali della British Library. Sono stati pubblicati undici volumi della serie Read or Die, e nell'undicesimo volume veniva annunciato che il dodicesimo volume sarebbe stato l'ultimo della serie. Tuttavia al 2012 il dodicesimo volume non è stato ancora pubblicato, ed il sito della serie ha pubblicato un comunicato di scuse per il ritardo della pubblicazione, dichiarando che l'autore sta facendo del suo meglio per terminare la storia.

### Manga
La serie manga Read or Die è stata sceneggiata da Hideyuki Kurata, illustrata da Shutaro Yamada e pubblicato da Ultra Jump dal 2003 al 2005. Il manga è stato successivamente raccolto in quattro tankōbon dalla Shūeisha. La serie è stata pubblicata anche in America Settentrionale dalla Viz Media. Kurata ha inoltre realizzato la sceneggiatura per Read or Dream, disegnato da Ran Ayanaga pubblicato in Giappone in quattro volumi dalla Shūeisha nel 2002.

### OVA
Basato sul manga Read or Die, l'omonima serie di tre OAV diretta da Koji Masunari e prodotta dallo Studio Deen è stata pubblicata nel 2001 in Giappone. Al di fuori del Giappone, la serie è stata pubblicata dalla Manga Entertainment nel 2003. La storia, Che vede protagonista Yomiko Readman e Joe Carpenter è ambientata alcuni anni dopo gli eventi del manga Read or Die.

#### Colonna sonora
Sigla di apertura
- R.O.D Theme cantata da Taku Iwasaki
- R.O.D cantata da YKZ

Sigla di chiusura
- Those Who Love Books to Insanity Say, "Paper Is Always with Us" cantata da Taku Iwasaki (ep. 1)
- Subete no Eichi o Eikoku e! (すべての叡知を英国へ！?) cantata da Taku Iwasaki (eps 2-3)

### Serie televisiva anime
R.O.D the TV è una serie televisiva anime di ventisei episodi, seguito degli OAV Read or Die. La serie è animata dalla J.C.Staff e prodotta da Aniplex. La regia è di Koji Masunari e la sceneggiatura di Hideyuki Kurata. La serie segue le avventure di tre sorelle papermaster, Michelle, Maggie e Anita, assunte come guardie del corpo della scrittrice Nenene Sumiregawa. Il titolo ufficiale della serie è R.O.D -THE TV-, un acronimo che fa riferimento all'inclusione dei personaggi sia delle serie Read or Die che del manga Read or Dream. In Italia la serie è inedita.

#### Episodi
| Nº | Giapponese 「Kanji」 - Rōmaji                        | In onda           | In onda |
| Nº | Giapponese 「Kanji」 - Rōmaji                        | Giapponese        |         |
| 1  | 「紙は舞い降りた」 - Kami wa Maiorita                | 1º settembre 2003 |         |
| 2  | 「ダメ人間どもあつまれ」 - Dame Ningen Domo Atsumare | 1º settembre 2003 |         |
| 3  | 「神保町で会いましょう」 - Jinbōchō de Aimashō       | 16 settembre 2003 |         |
| 4  | 「中1コース」 - Chūichi Kōsu                         | 16 settembre 2003 |         |
| 5  | 「やつらは騒いでいる」 - Yatsura wa Sawaideiru       | 1º ottobre 2003   |         |
| 6  | 「ライトスタッフ」 - Raito Sutaffu                   | 1º ottobre 2003   |         |
| 7  | 「藪の中」 - Yabu no Naka                            | 16 ottobre 2003   |         |
| 8  | 「夜に惑わされて」 - Yoru ni Madowasarete            | 16 ottobre 2003   |         |
| 9  | 「闇の奥」 - Yami no Oku                             | 1º novembre 2003  |         |
| 10 | 「クリスマス・キャロル」 - Kurisumasu Kyaroru        | 1º novembre 2003  |         |
| 11 | 「さよならにっぽん」 - Sayonara Nippon               | 16 novembre 2003  |         |
| 12 | 「紙々の黄昏」 - Kamigami no Tasogare                | 16 novembre 2003  |         |
| 13 | 「続･紙々の黄昏」 - Zoku - Kamigami no Tasogare      | 1º dicembre 2003  |         |
| 14 | 「紙葉の森」 - Kamiha no Mori                        | 1º dicembre 2003  |         |
| 15 | 「灰暗き地の底で」 - Kuraki Chi no Soto de           | 16 dicembre 2003  |         |
| 16 | 「華氏四五一度」 - Kashi Yon Go Ichi                 | 16 dicembre 2003  |         |
| 17 | 「スイートホーム」 - Suīto Hōmu                      | 1º gennaio 2004   |         |
| 18 | 「告白」 - Kokuhaku                                  | 1º gennaio 2004   |         |
| 19 | 「家族ゲーム」 - Kazoku Game                         | 1º febbraio 2004  |         |
| 20 | 「悲しみよこんにちは」 - Kanashimi yo Konnichiwa     | 1º febbraio 2004  |         |
| 21 | 「D.O.D -DREAM OR DIE-」 - D.O.D -DREAM OR DIE-      | 16 febbraio 2004  |         |
| 22 | 「奪取」 - Dasshu                                    | 16 febbraio 2004  |         |
| 23 | 「嘘、そして沈黙」 - uso, soshite chinmoku           | 1º marzo 2004     |         |
| 24 | 「君が僕を知ってる」 - kimi ga boku wo shitteru      | 1º marzo 2004     |         |
| 25 | 「たいした問題じゃない」 - Taishita Mondaijanai      | 16 marzo 2004     |         |
| 26 | 「それから」 - Sorekara                              | 16 marzo 2004     |         |

#### Colonna sonora
Sigla di apertura
- R.O.D cantata da YKZ

Sigla di chiusura
- Moments in the Sun cantata da kazami with Home Grown (eps 1-13)
- Confidence cantata da Rieko Miura (eps 21-26)